# Coloniatherium
Coloniatherium — дріолестоїдний ссавець з пізньої крейди Аргентини. Єдиний вид, Coloniatherium cilinskii, був великим представником родини Mesungulatidae.

## Опис
Колоніатерій відомий з кількох фрагментів щелепи, ряду ізольованих зубів і деяких петрозалів (вушних кісток). Це був великий Mesungulatidae. Тварина мала невідому кількість різців (ймовірно, два або три на нижній щелепі), одне ікло, три премоляри та три моляри на квадрант щелепи. Він більший за Mesungulatum, має ширші моляри, а задні моляри більш зменшені; вони також відрізняються численними деталями морфології зубів. Перший моляр має три корені, риса, спільна лише з Leonardus із приблизно одночасної формації Лос-Аламітос в Аргентині серед дріолестоїдів.
З точки зору філогенетичного положення петрозаль Coloniatherium схожа на Vincelestes, аргентинських ссавців ранньої крейди, але також має деякі, очевидно, похідні риси з теріанами (тобто сумчастими, плацентарними та родичами).

## Ареал і екологія
Скам'янілості Coloniatherium походять із формації La Colonia, яка відслоняється в північно-центральній провінції Чубут. Скам'янілості ссавців походять із долини Мірасол Чіко. Утворення включає річкові, глибоководні та прибережні відкладення, а фауна ссавців, ймовірно, походить з естуарію, припливної рівнини або прибережної рівнини. Формація La Colonia також містить дріолестоїди, такі як Coloniatherium і Reigitherium, а також загадкові можливі багатогорбкові Argentodites і Ferugliotherium. Колоніатерій є найбільшим і найпоширенішим ссавцем, знайденим у формації.
Месунгулатиди, включаючи Coloniatherium, є високопохідною групою ссавців, можливо, спеціалізуються на харчуванні від всеїдних до травоїдних. Велика щільність популяції Coloniatherium cilinskii, можливо, вказує на останнє, оскільки вони є одними з найпоширеніших хребетних у своїй фауністичній сукупності. Вони є одними з найбільш характерних продуктів унікального мезозойського випромінювання ссавців Південної Америки.